# Cyphocaris richardi
Cyphocaris richardi är en kräftdjursart som beskrevs av Édouard Chevreux 1905. Cyphocaris richardi ingår i släktet Cyphocaris och familjen Cyphocarididae. Inga underarter finns listade i Catalogue of Life.